# 須坂站
須坂站（日语：／ Suzaka eki */?）是位於長野縣須坂市大字須坂，長野電鐵的長野線車站。車站編號為N13。在2012年3月前，此站可轉乘屋代線，當時車站編號為NY13。車站的廣告標語為「藏之街」。車站鄰近臥龍公園等觀光景點。

## 歷史
- 1922年（大正11年）6月10日 - 河東鐵道 屋代至此站之間開通，此站啟用[1]。
- 1923年（大正12年）3月26日 - 河東鐵道 此站至信州中野之間開通。
- 1926年（大正15年）
  - 6月28日 - 長野電氣鐵道 權堂至此站之間開通。
  - 9月30日 - 河東鐵道與長野電氣鐵道合併，長野電鐵成立。河東鐵道之路線名為河東線，長野電氣鐵道之路線名為長野線。
- 1975年（昭和50年）
  - 11月18日 - 設置繼電連動裝置並開始使用。
  - 12月17日 - 車站大樓全面翻新完成[1]。
- 1979年（昭和54年）4月1日 - 結止貨物業務。
- 1980年（昭和55年）3月1日 - 隨著設置調度集中系統（CTC），須坂運輸指令所開始使用。
- 1983年（昭和58年）8月14日 - 結止行李業務。
- 2002年（平成14年）9月18日 - 河東線屋代至此站之間改名為屋代線，此站至信州中野之間改名為長野線。
- 2010年（平成22年）11月2日 - 設置升降機並開始使用[1]。
- 2012年（平成24年）4月1日 - 屋代線廢止。車站編號改為N13。
- 2015年（平成27年）3月14日 - 實施時間表修正，出發月台變更[2]。

## 車站構造

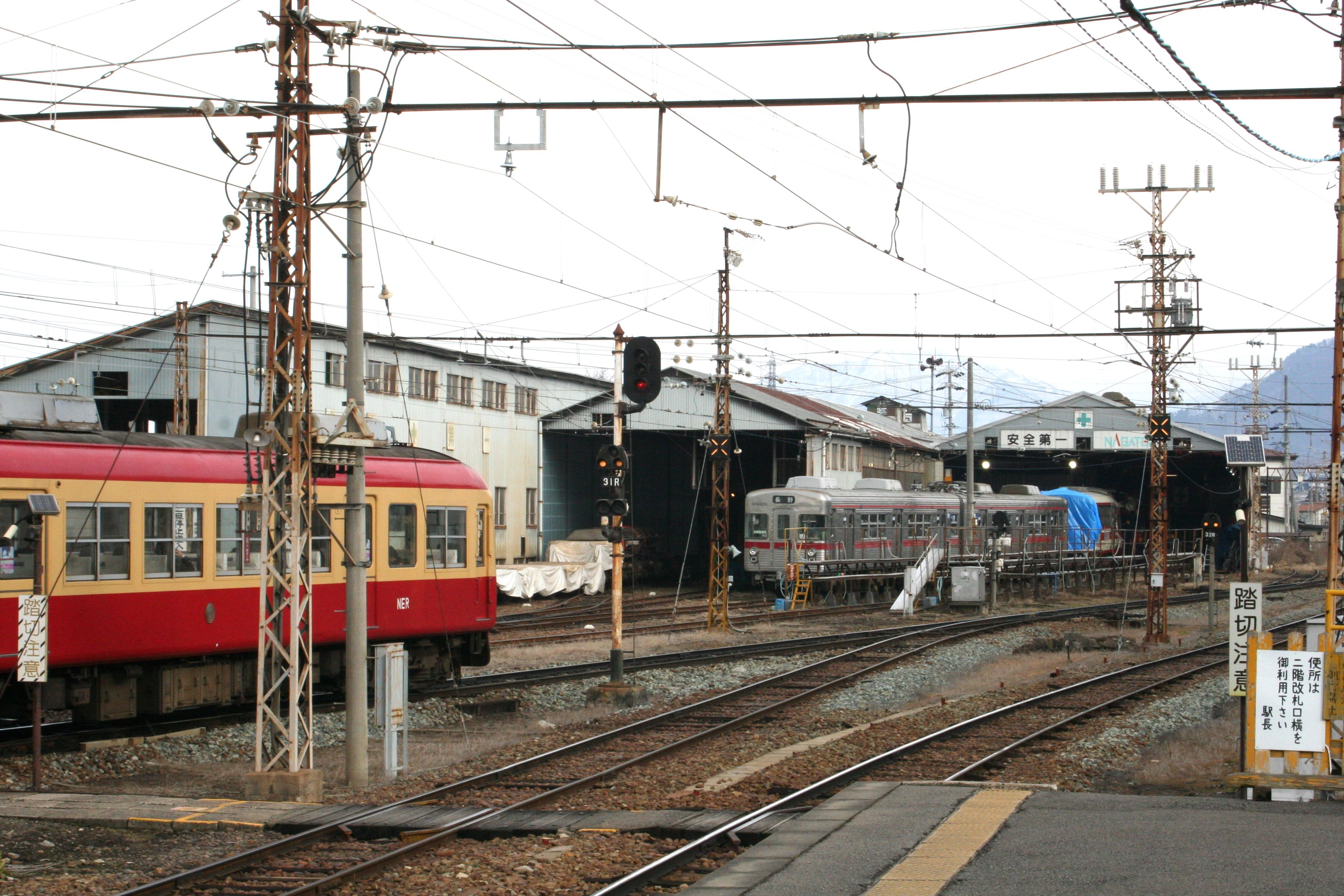
1號月台望向車廠

車站是一座地面車站，設有1面1線單式月台和2面4線的島式月台，共有3面5線的月台。此站設有跨站式站房，同時為有人車站。月台上會播放「須坂市民歌」。
檢票口位於車站大樓2樓。站內設有3台自動售票機。在2010年（平成22年）11月，站內設置了3台升降機（分別在檢票口外與內），以便提供無障礙環境。車站鄰接車廠「須坂工場與乘務區」。此站設有列車夜間停泊（另一座車站設有夜間停泊為信州中野站）。

### 月台
| 月台 | 路線                         | 上下行                       | 方向                         |
| ---- | ---------------------------- | ---------------------------- | ---------------------------- |
| 1    | ■長野線                      | 上行                         | 權堂、長野方向               |
| 2    | ■長野線                      | 上行                         | 權堂、長野方向               |
| 3    | ■長野線                      | 下行                         | 信州中野、湯田中方向         |
| 4    | ■長野線                      | 下行                         | 信州中野、湯田中方向         |
| 5    | 臨時月台（主要在活動時使用） | 臨時月台（主要在活動時使用） | 臨時月台（主要在活動時使用） |

- 最近車站大樓的月台是5號月台。
- 5號月台截至2017年10月還有定期列車出發，現時已經不能進入，只在舉行活動時才開放該月台。
- 在2012年廢止的屋代線會使用4號月台。現時早上部分長野線列車會使用該月台。

## 使用狀況
以下為近年1日平均乘車人次變化。
| 年度   | 一日平均 乘車人次 |
| ------ | ----------------- |
| 2007年 | 3,301             |
| 2008年 | 3,223             |
| 2009年 | 3,100             |
| 2010年 | 3,113             |
| 2011年 | 3,202             |
| 2012年 | 3,079             |
| 2013年 | 2,883             |
| 2014年 | 3,064             |
| 2015年 | 3,072             |
| 2016年 | 3,052             |
| 2017年 | 3,074             |
| 2018年 | 3,042             |
| 2019年 | 2,944             |

## 車站周邊

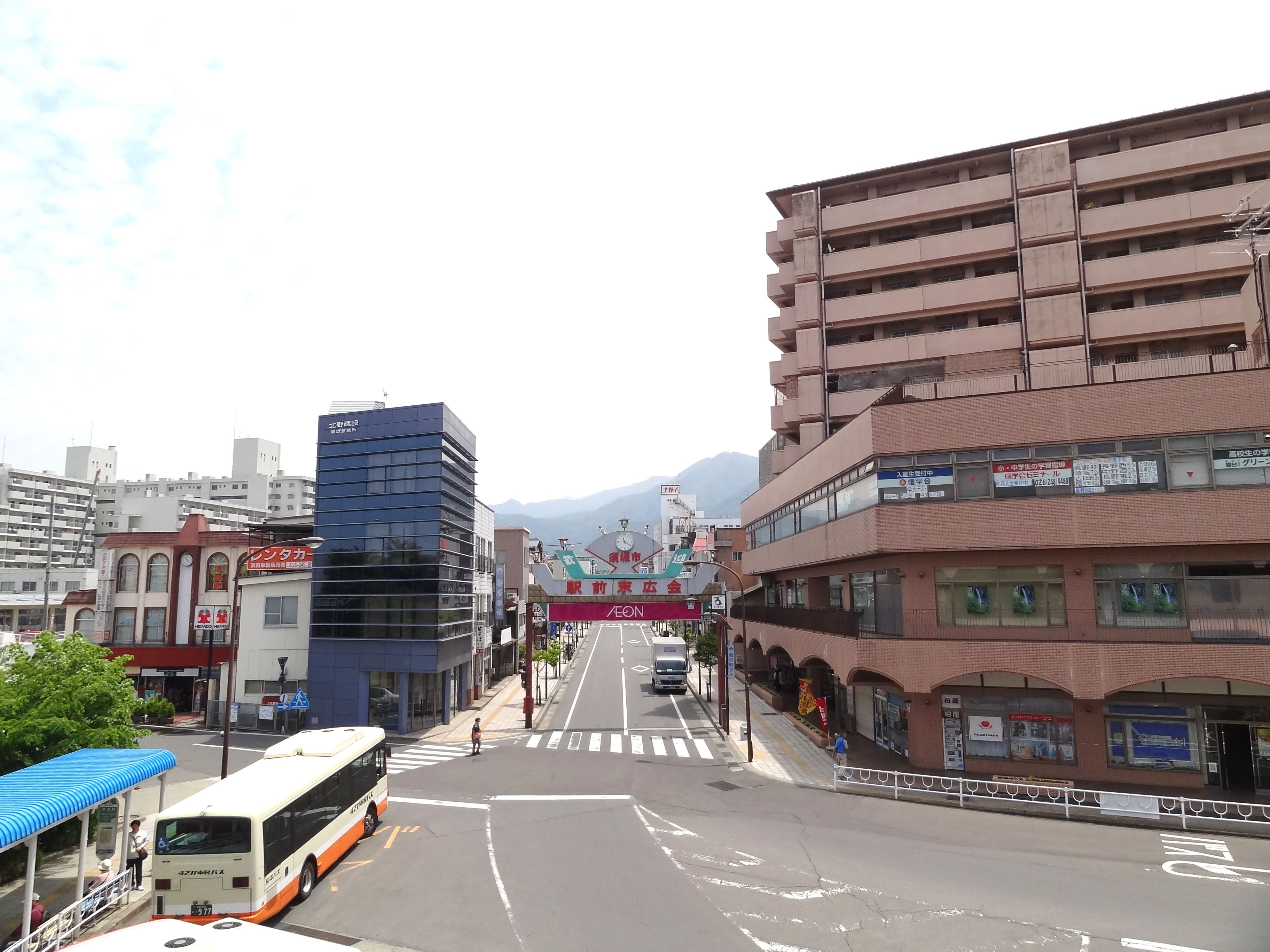
須坂站前

車站周邊有許多藏造建築物，因此被稱為「藏之街」。
- 須坂市政廳[1]
- 須坂郵局（日语：須坂郵便局）
- 長野刑務所（日语：長野刑務所）
- 須坂警署（日语：須坂警察署）
- 長野縣須坂建設事務所
- 長野縣須坂高等學校（日语：長野県須坂高等学校）[1]
- 長野縣須坂東高等學校（日语：長野県須坂東高等学校）
- 長野縣須坂創成高等學校（日语：長野県須坂創成高等学校）
- 長電購物廣場
  - AEON須坂店（購買指定金額可換取車費折扣票「樂樂車票」[4]）
- 平安堂（日语：平安堂）須坂店
- 八十二銀行（日语：八十二銀行）須坂站前分店
- 長野縣信用組合（日语：長野県信用組合）須坂分店
- 長野縣立須坂醫院（日语：長野県立須坂病院）[1]
- 市立須坂圖書館（日语：市立須坂図書館）
- 國道403號（日语：国道403号）
- 國道406號（日语：国道406号）
- 遠藤酒造場（日语：遠藤酒造場）
- 須坂市動物園（日语：須坂市動物園）[1]
- 臥龍公園（日语：臥竜公園）[1]

## 巴士路線
站前迴旋路設有長電巴士、須坂市民巴士須坂站巴士站。

### 須坂市民巴士
1號乘車處
- S 仙仁線
須坂站 - （市政廳西） - 臥龍公園（日语：須坂市動物園）入口 - 南原町東 -  - 龜倉 - 仙仁
- Y 米子線
須坂站 - （市政廳西） - 臥龍公園入口 - 南原町東 - 豐丘 - 鹽野 - 米子不動尊
- 歡迎回來Liner
  - 須坂站 → 臥龍公園入口 → 南原町東 → 豐丘 → 鹽野 → 龜倉 → 仙仁

2號乘車處
- K 北相之島線
須坂站 - 旭丘團地 - 北須坂站 - 豐島町 - 北相之島町
- M 明德團地線
須坂站 - 臥龍公園入口 - 望岳台團地 - 下八町 - 明德團地

### 長電巴士
3號乘車處
- 高速 湯田中、長野‐京都、大阪、神戶線（與南海巴士（日语：南海バス# 高速バス路線）聯營）
湯田中站 - 小布施 - 須坂站 - 權堂 - 長野站前 - 京都站八條口 - 大阪站前 - 湊町巴士總站（日语：大阪シティエアターミナル）、難波高速巴士總站 - 三宮巴士總站（日语：三宮駅バスのりば#三宮バスターミナル） - USJ
- 高速 須坂、長野‐池袋、新宿線（與Alpico交通、京王巴士聯營）
須坂站 - 權堂 - 善光寺 - 長野站前 - 池袋站東出口 - Busta新宿
- T 山田溫泉線
須坂站 - 本鄉 - 荒井原 - 高山村公所前 - （YOU游Land（日语：YOU游ランド）） - 牧 - 山田溫泉（日语：山田温泉 (長野県)）
須坂站 - 本鄉 - 荒井原 - 駒場 - 原宮 - 蕨溫泉 - 山田溫泉
- 82 長野、屋島、須坂線
長野站 - 長野站東出口 - 高田（日语：高田 (長野市)） - M-WAVE（日语：エムウェーブ） - 屋島 - 井上 - Mesena Hall - 須坂站
- 屋代須坂線（屋代線替代巴士）
須坂站 - 井上 - 若穗醫院 - 川田站 - 松代站 - 岩野 - 屋代站

## 相鄰車站
長野電鐵
■長野線
■A特急
權堂（N3）－須坂（N13）－小布施（N15）
■B特急
朝陽（N8）－須坂（N13）－小布施（N15）
■普通
日野（N12）－須坂（N13）－北須坂（N14）

### 曾經存在的路線
長野電鐵
■屋代線
井上（Y12）－須坂（NY13）

## 注腳
1. 1 2 3 4 5 6 7 8 9 10 11 12 13 14 15 16 17  信濃毎日新聞社出版部. . 信濃毎日新聞社. 2011-07-24: 277. ISBN 9784784071647 （日语）.
2. ↑   (PDF). 長野電鐵. 2015-01-23  [2015-03-14]. （原始内容存档 (PDF)于2022-01-02） （日语）.
3. ↑  《須坂市之統計》各年度版。
4. ↑  . 長野電鐵.   [2015-05-06]. （原始内容存档于2022-01-30） （日语）.

## 外部連結
- 須坂站｜各站資訊 （页面存档备份，存于）（日語） - 長野電鐵